# Eljastjärnen, Dalarna
Eljastjärnen är en sjö i Falu kommun i Dalarna och ingår i Dalälvens huvudavrinningsområde. Sjön har en area på 0,212 kvadratkilometer och ligger 212,2 meter över havet.

## Delavrinningsområde
Eljastjärnen ingår i det delavrinningsområde (676623-149445) som SMHI kallar för Utloppet av Stora Draggen. Medelhöjden är 232 meter över havet och ytan är 11,9 kvadratkilometer. Räknas de 59 avrinningsområdena uppströms in blir den ackumulerade arean 753,14 kvadratkilometer. Lillälven (Tängerströmmen) som avvattnar avrinningsområdet har biflödesordning 2, vilket innebär att vattnet flödar genom totalt 2 vattendrag innan det når havet efter 279 kilometer. Avrinningsområdet består mestadels av skog (58 procent) och sankmarker (13 procent). Avrinningsområdet har 2,41 kvadratkilometer vattenytor vilket ger det en sjöprocent på 20,2 procent.